# Cung điện Charlottenburg

Lâu đài Charlottenburg

Cung điện Charlottenburg (tiếng Đức: Schloss Charlottenburg) là cung điện lớn nhất ở Berlin, Đức, và là dinh thự hoàng gia duy nhất còn tồn tại có niên đại từ thời trị vì của Vương triều Hohenzollern. Nó nằm ở khu Charlottenburg của quận Charlottenburg-Wilmersdorf.
Cung điện được xây dựng vào cuối thế kỷ 17 và đã được mở rộng đáng kể trong thế kỷ 18. Nó bao gồm nhiều trang trí nội thất kỳ lạ theo phong cách baroque và rococo. Chính thức khu vườn lớn bao quanh bởi rừng đã được thêm vào phía sau cung điện, bao gồm cả một belvedere, lăng mộ, một nhà hát và một gian hàng. Trong cuộc chiến tranh thế giới thứ hai, cung điện bị hư hỏng nặng nhưng đã được xây dựng lại. Cung điện với khu vườn của nó là một điểm thu hút du lịch lớn.